# 絲鰭鮃
絲鰭鮃為輻鰭魚綱鰈形目鰈亞目鮃科的其中一種，為熱帶海水魚，分布於西大西洋墨西哥灣北部至蘇利南海域，棲息深度30-110公尺，體長可達20公分，棲息在底層水域，以底棲生物為食，生活習性不明。

## 扩展阅读
維基物種上的相關：絲鰭鮃